# Kritzow
Kritzow település Németországban, Mecklenburg-Elő-Pomeránia tartományban. Lakosainak száma 458 fő (2023. december 31.).

## Népesség
A település népességének változása:
| Lakosok száma | 453  | 450  | 469  | 471  | 458  |
|               | 2017 | 2019 | 2021 | 2022 | 2023 |